# Pontifical romain
Pour les articles homonymes, voir Pontifical.
Le Pontifical romain (latin : Pontificale Romanum) est un livre liturgique de l'Église catholique romaine contenant les rites suivis par les évêques.
Le Pontifical est un rite épiscopal contenant des rubriques et des formules (chants, lectures, prières, et même des indications pour les gestes) sur les sacrements et les sacramentaux qui peuvent être célébrés par un évêque, notamment la consécration du Saint chrême, ou encore les sacramentaux de l'ordination sacerdotale. Cependant, il n'inclut pas les rites relatifs à la messe ou aux offices qui peuvent être trouvés respectivement dans le Missel romain et dans la Liturgie des Heures.
Parce que l'utilisation de l'adjectif pontifical renvoie généralement au Pape, les gens pensent parfois que son utilisation est réservée au chef de l'Église catholique. Or précisément, ce livre est à destination de l'ensemble des évêques dont le pape fait partie, en tant qu'évêque de la ville de Rome. L'utilisation de ce livre n'est pas l'exclusivité des évêques mais, en accord avec le droit canonique actuel de l'Église catholique, il peut aussi être utilisé dans certaines circonstances par d'autres personnes comme les abbés.

## Histoire
Le Pontifical a pour principales sources des textes et rubriques qui existaient dans les anciens sacramentaux et l'Ordines Romani et qui furent agrégés dans un unique ouvrage par commodité de réalisation des offices par les évêques. Les Pontificaux les plus anciens datent de la fin du IXe siècle. Depuis le milieu du Xe siècle, une compilation assez particulière, connue des historiens comme le Pontifical romano-germanique, deviendra une référence et sera recopiée de nombreuses fois. Néanmoins, ces Pontificaux manuscrits donnèrent naissance à de nombreuses variantes et un pontifical peut assez facilement être interprété de différentes manières comme un Liber Pontificalis, Liber Sacramentorum, Liber Officialis, Ordinarium Episcopale ou encore un bénédictionnaire.
Durant le pontificat de Clément VIII, une version standardisée fut publiée, contenant l'ensemble du rite catholique romain, sous le nom de Pontificale Romanum. Elle fut réimprimée par les autorités avec des nombreuses variantes jusqu'en 1962 où son contenu fut grandement réformé après le Concile Vatican II. Cependant, si les différents rites pontificaux sont tous peu à peu réformés, ils ne sont jamais édités au sein d'un Pontifical, mais seulement sous forme de fascicules séparés : 
- De Ordinatione Episcopi, Presbyterorum et Diaconorum (1968-1990)[6],
- Ordo consecrationis Virginum (1970)[7],
- Ordo benedictionis abbatis et abbatissæ (1970)[8],
- Ordo benedicendi oleum catechumenorum et infirmorum et conficiendi chrisma (1971)[9],
- De institutione lectorum et acolytorum, De admissione inter candidatos ad Diaconatum et Presbyteratum, De sacro caelibatu amplectendo (1972)[10],
- Ordo Confirmationis (1973)[11],
- Ordo dedicationis ecclesiæ et altaris (1977)[12],[13],
- Ordo obsequiarum romani pontificis (1998-2024)[14],[15].

Cet ouvrage ne doit pas être confondu avec la collection des annales papales intitulée Liber Pontificalis, compilée pour la première fois vraisemblablement vers le Ve ou VIe siècle.

## Chrétiens d'Orient
Dans les Églises orthodoxes et les Églises catholiques orientales, l'équivalent du Pontifical est l'Archieratikon (grec ancien : Ἀρχηιερατικόν ; slavon : Чиновникъ Činovnikŭ). Ce livre est souvent imprimé dans un large format et contient les rites d’ordination, de la consécration de l'église mais aussi les parties des Vêpres, des Matines, et de la Divine Liturgie qui concernent exclusivement l'activité des évêques.